# Stylosanthes nervosa
Stylosanthes nervosa är en ärtväxtart som beskrevs av James Francis Macbride. Stylosanthes nervosa ingår i släktet Stylosanthes och familjen ärtväxter. Inga underarter finns listade i Catalogue of Life.